# LLXロジスチカ
LLXロジスチカ（LLX LOGISTICA S.A.は、持株会社グルーポEBX傘下の港湾事業会社である。本社をブラジル・リオデジャネイロに置く。もともとは、MMXミネラカオの輸送部門として出発した会社であったが、2007年に、スピンオフされた。
リオデジャネイロ州東部のサン・ジョアン・ダ・バラ（en）にアス港、リオデジャネイロとサンパウロの中間にスーデステ港を保有している。2008年12月、サンパウロ証券取引所の株式を新規公開した。